# 渡辺伍

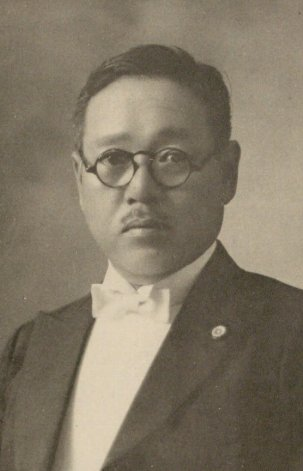
渡辺伍

渡辺 伍（わたなべ あつむ、1884年（明治17年）6月5日 - 1960年（昭和35年）7月25日）は、日本の衆議院議員（立憲政友会、昭和会）。呉市長。弁護士。

## 経歴
広島県呉市出身。渡辺秀四郎の長男として生まれる。1916年（大正5年）7月、京都帝国大学法科大学法律学科（仏法）を卒業し、弁護士を開業した。呉市会議員、同参事会員、広島県会議員、同参事会員に選出された。
1924年（大正13年）、第15回衆議院議員総選挙に出馬し、当選を果たした。1932年（昭和7年）、第18回衆議院議員総選挙で再選され、また呉市長にも選出された。
その後、上海居留民団助役を務めた。